# ルネ・アバデーサ
ルネ・アバデーサ（Rene Abadeza、本名不明、生年月日不明）は1980年代初頭から2000年代に掛けてフィリピンで活動した俳優、特殊効果技師、セット監督。息子のアポロニオ・アバデーサ(Apolonio Abadeza)も特殊効果技師として活動している。
ルネ・アバデッサ(Rene Abadessa)、レナート・アバデーサ(Renato Abadeza)とクレジットされたこともある。

## 来歴

### 俳優としての活動
1982年の東南アジアのゲリラ物『トルネード2』(未/ビデオ)辺りから映画出演が確認され、1989年の『インディオ』(未/ビデオ)辺りまで出演履歴がある。そのフィルモグラフィを眺めるとイタリアのアンソニー・M・ドースン(アントニオ・マルゲリーティ)監督とヴィンセント・ドーン(ブルーノ・マッテイ)監督の作品が殆どを占めている。役柄も痩身の浅黒い肌から現地人の若者やガイド、ゲリラ、傭兵役の脇役が多い。他にもフィリピン・ローカル向けの作品にも出演している。
主なものにはベトナム戦争物『ストライク・コマンドー(地獄のバトル・コマンドー)』(1986年/未/ビデオ/テレビ放映)のヴェトコン兵士、ルチオ・フルチが途中降板してマッテイが後を受けた『サンゲリア2』(1988年/未/ビデオ)のゾンビ役があり、マルゲリーティ作品ではゲリラや傭兵役で画面をチョロチョロとしているが、『インディオ』ではアマゾンの密林の乱開発に抗議する族長役を演じた。土を食べながら死んで行く様は鬼気迫るものがあった。

### 特殊効果マンとしての活動
元来、俳優よりも特殊効果技師が本職で、フィリピン・ローカルの作品を手掛ける傍ら、先述のマルゲリーティ監督やマッテイ監督の作品群や当地ロケのイタリア映画に起用された。また、渡辺ケン監督のVシネマ『サンドー/地獄の勇者』(1987年)にも参加しており、賊の一味役の端役で姿を見せる。
主な作品にはラリー・ラドマン(ファブリツィオ・デ・アンジェリス)監督の『カラテ・キッド』(1986年/未/ビデオ)、インド資本の入った戦争アクション『ダブル・ターゲット』(1987年/未/ビデオ)、フランク・クレーマー(ジャンフランコ・パロリーニ)監督の『インカ帝国の謎』(1987年)、『ザ・コマンダー』(1988年/未ソフト化)、『プリズン・アイランド/拷問地獄女刑務所』(2006年/未/ビデオ)などがある。また、特殊銃火器指導としてマッテイ監督の『食人族2』(2004年/未/ビデオ)と『食人族3/食人族VSコマンドー』(2004年/未/ビデオ)がある。
セット監督としても山下財宝を題材にしたフィリピン映画『ヤマシタ/虎の財宝』(2001年/未ソフト化)がある。

### 俳優としてのフィルモグラフィ
1982年
・『トルネード2』(未/ビデオ)（パック・インから発売済み）
1983年
・『ザ・ゴールデンコブラ(ハンターズ/失われたゴールデンコブラ)』(未/ビデオ/特別上映)（パック・インから発売済み）
1984年
・『狼どもの戦場(コマンドー軍団3)』(未/ビデオ/テレビ放映)（大映から発売済み）(クレジットなし)
・『ジャングル・レイダース/黄金のレジェンド』(未/ビデオ)（HRS/フナイから発売済み）
1985年
・『コマンドー・レオパルド(コマンドー軍団2)』(未/ビデオ/テレビ放映)（大映から発売済み）
1986年
・『ストライク・コマンドー(地獄のバトル・コマンドー)』(未/ビデオ/テレビ放映＝テレビ朝日・日曜洋画劇場枠、北陸放送・名画招待席枠1992年、テレビ東京・午後のロードショー枠1997年)（CIC/ビクターから発売済み）
1987年
・『ダブル・ターゲット』(未/ビデオ)(クレジットなし)（CIC/ビクターから発売済み）
・『サンドー/地獄の勇者』(Vシネマ)（大陸書房から発売済み）
1988年
・『サンゲリア2』(未/ビデオ)(クレジットなし)（徳間ジャパンから発売済み）
・『ザ・コマンダー』(未ソフト化)(クレジットなし)
1989年
・『インディオ』(未/ビデオ)（CIC/ビクターから発売済み）(クレジットなし)